# José Enrique Sánchez
José Enrique Sánchez Díaz (Valencia, Comunidad Valenciana, España, 23 de enero de 1986), más conocido como José Enrique, es un exfutbolista español. Se desempeñaba como lateral izquierdo.

## Trayectoria
Dio sus primeros pasos como futbolista jugando en el equipo del colegio de su barrio, Benimaclet, seguidamente su categoría infantil la realizó en CD Serranos y de ahí a la escuela del "Colegio Salgui" del barrio valenciano de San Marcelino, de donde salieron jugadores como Fernando Gómez Colomer (excapitán del Valencia CF) para más tarde entrar en la cantera del Levante UD. Posteriormente, en la temporada 2005/06, fue traspasado al Valencia CF, aunque no llegó a disputar ningún partido oficial y fue cedido al RC Celta de Vigo, donde jugó 14 partidos.
En junio de 2006 fichó por el Villarreal CF, llegando a participar en 22 partidos como titular en Liga además de uno en Copa del Rey. En agosto de 2007 fue traspasado al Newcastle United FC de la Premier League de Inglaterra; aunque le costó adaptarse, en su primer año consiguió jugar 23 partidos de Liga, tres en la FA Cup y otros dos en la Copa de la Liga. Marcó su primer gol con el Newcastle en un encuentro ante el Nottingham Forest FC disputado el 29 de marzo de 2010.
En agosto de 2011 fue traspasado al Liverpool FC por una cantidad cercana a los 7 millones de euros.
En septiembre de 2016 es fichado por el Real Zaragoza procedente del mercado de jugadores parados, ya que esta misma temporada no renueva con el Liverpool FC, convirtiéndose en jugador libre.

## Selección nacional
Ha sido internacional con la Selección de fútbol sub-21 de España.

## Clubes
| Club                   | País       | Año       |
| ---------------------- | ---------- | --------- |
| COLEGIO SALGUI         |            |           |
| Levante U. D. "B"      | España     | 2004-2005 |
| R. C. Celta de Vigo    | España     | 2005-2006 |
| Villarreal C. F.       | España     | 2006-2007 |
| Newcastle United F. C. | Inglaterra | 2007-2011 |
| Liverpool F. C.        | Inglaterra | 2011-2016 |
| Real Zaragoza          | España     | 2016-2017 |

## Palmarés

### Torneos nacionales
| Título          | Club            | País       | Año  |
| --------------- | --------------- | ---------- | ---- |
| Copa de la Liga | Liverpool F. C. | Inglaterra | 2012 |